# After...
『After...』（アフター）は、2003年6月27日に株式会社スペースプロジェクトのブランド・Cielより発売されたアダルトゲーム。及び、それを原作として制作され、2007年8月25日にミルキーレーベルより発売されたアダルトアニメ。株式会社ジャックインザボックスのウェブサイト「禁断のギャルゲー」より、携帯電話ゲーム版も配信されている。

## 発売歴
- 2003年6月27日 - Windows版発売。
- 2003年12月19日 - 外伝ストーリーとWindows用アクセサリー集を収録したファンディスク『After... -Sweet Kiss-』発売。
- 2004年2月26日 - ドリームキャスト・PlayStation 2版『After... 〜忘れえぬ絆〜』発売。
- 2005年8月26日 - 本編と『After... -Sweet Kiss-』のストーリーパートを収録した廉価版パッケージ『After... Story Edition』発売。
- 2007年8月25日 - アダルトアニメ版『After... THE ANIMATION』第1章発売。
- 2007年10月12日 - ダウンロード（Windows Vista対応）版『After...』発売。

## ゲーム版

### ストーリー
霧ヶ杜学園（きりがもりがくえん）3年、ワンダーフォーゲル部部員の高鷲祐一が、部活の友人の滝谷紘太郎、我孫子慶生、祐一の妹の渚、紘太郎の幼馴染の喜志陽子、そして祐一の幼馴染の汐宮香奈美、と夏、秋、冬の学園生活を過ごしながら、学園生活最後の登山として冬の日本アルプス・穂高縦走を目指してゆく。
上記はオフィシャルのストーリーコピーだが、実際には冬の穂高縦走登山に向かった後の出来事がこの物語の主軸となっている。

### 概要
物語は2部構成になっており、主人公の祐一は穂高登山中に事故に遭って死んでしまう。しかし、この事故で死ぬのは祐一ではないのでは？という疑問が魂を輪廻の輪に加える過程で生じたため、魂を誘う案内人であるルーとサイファにより、魂の再生が行われることになる。そして、魂を再生するに必要な「会いたい、心の中にいる人」を思い出させるため、高校3年生の夏から学園生活を通して登場する3人のヒロイン、香奈美・高鷲渚・喜志陽子のいずれかと結ばれ、事故のあった穂高縦走の登山までを描くストーリーが第1部となっている。
第1部でヒロインと結ばれると第2部へ進むが、八方美人的な行動だと第2部へは進めない。第2部で祐一は病院で目を覚ますが、自分の身体ではなく他の登場人物（第1部で結ばれたヒロインにより異なる）に憑依した状態となっており、自分が生きていることを伝えたいが憑依先の人物との葛藤や微妙な人間関係によって、うまく伝わらない日が続く。さらに、1つの身体に2つの魂が宿っていることから、近い将来には魂の融合によりどちらかの魂が消えるか、融合して別人格になってしまうとルーとサイファから告げられた祐一は、自分がここで生きていることを伝える決心をする。
メインヒロインである香奈美の場合はトゥルーの他にハッピーエンドと2つのバッドエンド、渚と陽子の場合はハッピーエンドと2つのバッドエンドが用意されている。
なお、第2部を終えるとアナザーストーリーが現れる。ここでは学文路聡が主人公となり、三日市沙織、千早美雪との関係をプレイできるようになる。

### 登場人物
※声は、ゲーム版 / アニメ版の順。同じ場合は統一表記した。「無し」には未登場も含む。
高鷲 祐一（たかわし ゆういち）
声 - 無し / 木村伊蔵
本作の主人公で霧ヶ杜学園3年。ワンダーフォーゲル部部員。冬の穂高縦走を目指している。やぎ座生まれ、血液型A型。
汐宮 香奈美（しおみや かなみ）
声 - 芹園みや
祐一の幼馴染で同級生。高鷲家にはよく出入りしていて、祐一とは親密な関係である。また、渚とも実の姉妹のような間柄である。みずがめ座生まれ、血液型AB型。
高鷲 渚（たかわし なぎさ）
声 - みちる / みる
祐一の妹。霧ヶ杜学園1年。うお座生まれ、血液型A型。
喜志 陽子（きし ようこ）
声 - 柘翁そのか / 狭山美咲
紘太郎の幼馴染であるが、その関係はライバルのようなもので、祐一と香奈美のそれよりもぎこちない。てんびん座生まれ、血液型B型。
滝谷 紘太郎（たきだに こうたろう）
声 - 神無月季
祐一の古くからの友人で、ワンダーフォーゲル部部員。陽子とは幼馴染であり、学園トップの成績を争うライバルでもある。さそり座生まれ、血液型O型。
我孫子 慶生（あびこ けいしょう）
声 - マルコ
祐一と紘太郎の中学からの友人で、ワンダーフォーゲル部部員。おとめ座生まれ、血液型AB型。
千早 美雪（ちはや みゆき）
声 - 如月美琴 / 無し
祐一が夜の繁華街で偶然出会った女性。実は聡の婚約者であることが、後に判明する。いて座生まれ、血液型B型。
三日市 沙織（みっかいち さおり）
声 - 深井晴花
祐一が夜の峠で出会った女性ライダーで、後に霧ヶ杜学園の養護教諭となる。おうし座生まれ、血液型A型。
学文路 聡（かむろ さとし）
声 - 機知通 / 無し
霧ヶ杜学園を創始した学文路家の御曹司だが、現在は家から飛び出しているため、美雪との関係もうまく行っていない。おうし座生まれ、血液型O型。
サイファ
声 - 山口一樹 / 無し
ルー
声 - 木村あやか / 無し
以上の2人は物語の鍵を握る存在。

### スタッフ
- シナリオ - さとだみつひこ
- 原画 - Tony
- 音楽 - 株式会社ヤノ・プロダクション チルダ

### 主題歌
- After...
  - オープニング - 「I'm after you」
    - 作詞・歌 - REIKA / 作曲 - ヨナオケイシ

  - エンディング曲はシナリオによって異なり７曲が用意されている。
    - 「BUTTERFLY」
      - 作詞 - REIKA / 作曲 - 和田貴史 / 歌 - RIE

    - 「Lookin' for you...」
      - 作詞・歌 - REIKA / 作曲 - 和田貴史

    - 「絶望のLOOP」
      - 作詞 - REIKA / 作曲 - ヨナオケイシ / 歌 - RIE

    - 「優しい涙」
      - 作詞 - REIKA / 作曲 - ヨナオケイシ / 歌 - YUKIKO

    - 「Memories with you」
      - 作詞 - ts / 作曲 - Daisuke Ban / 歌 - Mayumi Naitoh

    - 「Forever」
      - 作詞 - ts / 作曲 - Daisuke Ban / 歌 - Mayumi Naitoh

    - 「最後の季節」
      - 作詞 - ts / 作曲 - Daisuke Ban / 歌 - Mayumi Naitoh
- After... -Sweet Kiss-
  - オープニング - 「After Light」
    - 作詞 - REIKA / 作曲 - ヨナオケイシ / 歌 - REIKA、YUKIKO、RIE

  - エンディング - 「未来の行方」
    - 作詞 - REIKA / 作曲 - ヨナオケイシ / 歌 - RIE
- After... 〜忘れえぬ絆〜
  - オープニング - 「未来の絵の具」
    - 作詞・歌 - REIKA / 作曲 - ヨナオケイシ

  - エンディング - 「風のフォルム」
    - 作詞 - REIKA / 作曲 - ヨナオケイシ / 歌 - YUKIKO

## アダルトアニメ版
『After... THE ANIMATION』（アフター ジ・アニメーション）のタイトルで、2007年8月25日に第1章が、2008年1月25日に第2章がミルキーレーベルより発売された。全2巻。
シナリオはアダルトゲーム版のメインキャラクター設定を借りただけで、全くの別物。そのため、一部のキャラクターは登場しない。
なお、Tonyが原画を担当したアダルトゲームを原作とするアダルトアニメとしては、本作第1章の前にひまじんより発売された『そらのいろ、みずのいろ』上巻があるが、本作第1章はそれに作画面で大きく劣っている（動きや芝居は言うまでもなく、登場人物の顔や体型がデッサンレベルから崩壊しており、カット毎にコロコロ変わる）。しかし、第2章では若干の改善が施された。

### スタッフ（アニメ）
- 原作 - Ciel
- プロデューサー - 嶋津一人、村上幸太郎（第2章）
- 監督、演出 - 織田勘三郎（第1章）、依田壮（第2章）
- 脚本 - 金刃慶介
- 絵コンテ - 薩摩一郎（第2章）
- キャラクターデザイン - 春野光（第1章）、リック目田保（第2章）
- 作画監督 - 春野光（第1章）、獅子野十六（第1章）、リック目田保（第2章）
- 美術監督 - 武蔵野画亭
- 色彩設定 - 雅堂
- 撮影監督 - 小西徹夜（第1章）、今泉秀樹（第2章）
- 音響監督 - 中川達人
- 選曲、効果 - 鈴木潤一朗
- 音響制作 - AG-promotion
- アニメーション制作 - メリッサ
- 製作、発売 - 「After...」アニメ製作委員会
- 販売 - 株式会社GPミュージアムソフト

### 主題歌（アニメ）
エンディングテーマ「Lookin' for you...」
作詞・歌 - REIKA / 作曲 - 和田貴史

## その他
本作品の主要キャラクターの苗字は、大阪府、和歌山県下の以下の鉄道路線の駅名から採られている。
- 近鉄南大阪線 - 高鷲駅
- 近鉄長野線 - 喜志駅、汐ノ宮駅
- 南海高野線 - 我孫子前駅、滝谷駅、三日市町駅、千早口駅、学文路駅